# Skórka (grzyby)

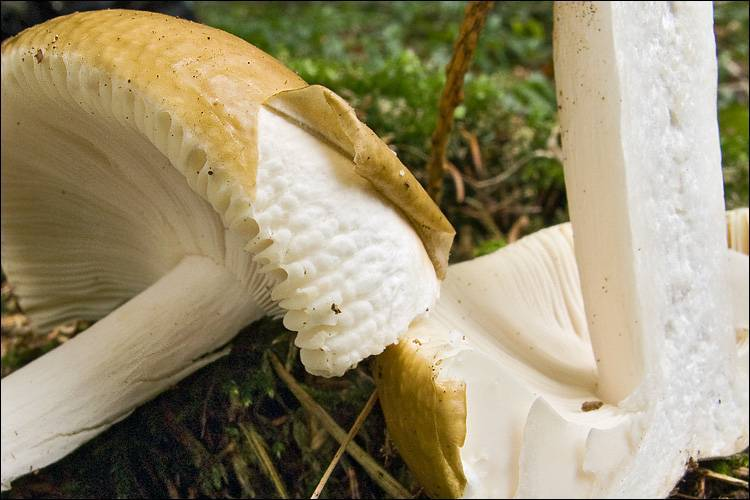
Skórka i miąższ u gołąbka brudnożółtego

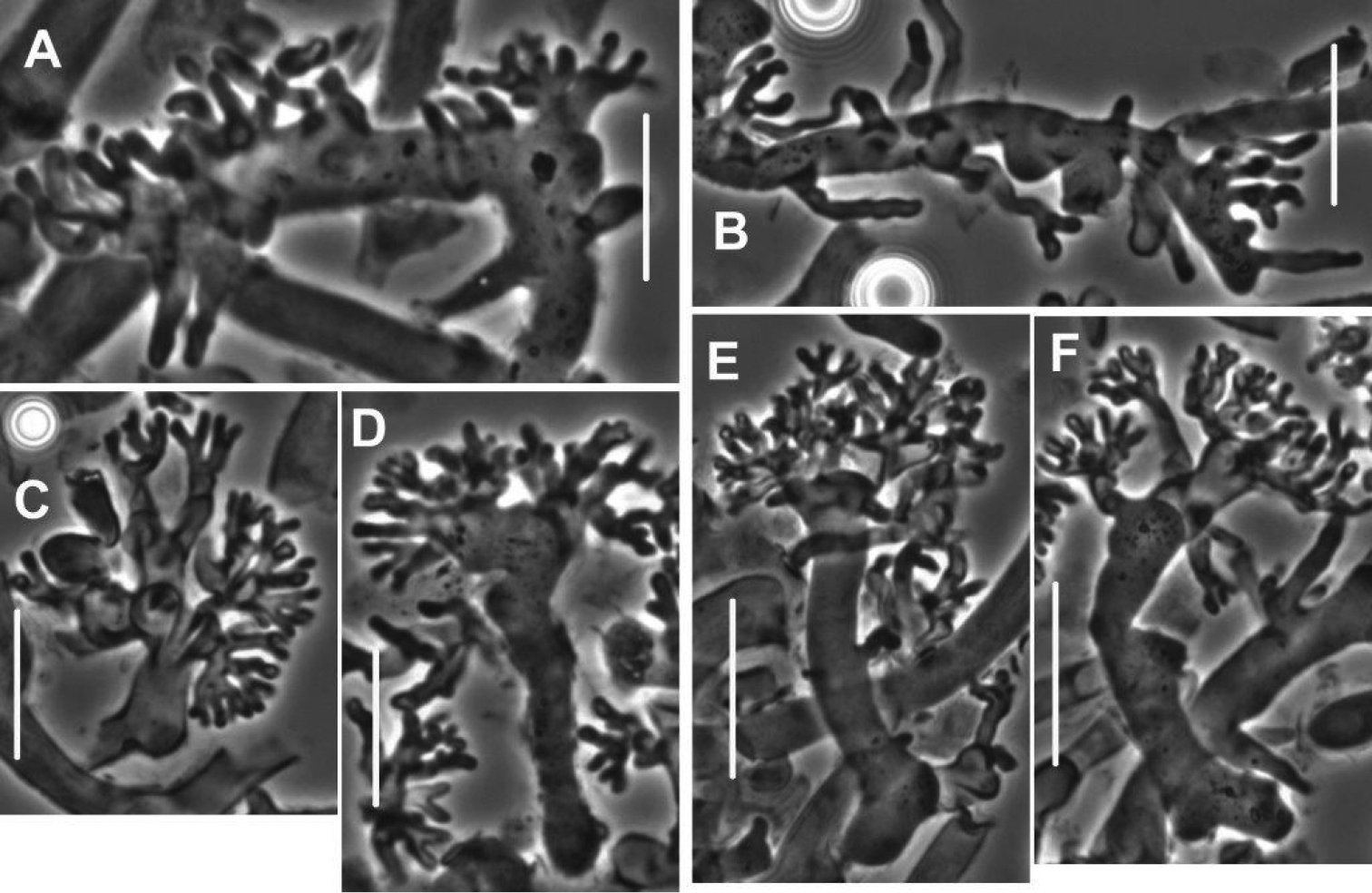
Strzępki skórki Gymnopus: A,B – strzępki uchyłkowate, C-F – miotlaste końcówki strzępek

Skórka (ang. pellis) – cienka zewnętrzna warstwa strzępek na owocnikach u grzybów owocnikowych. Na kapeluszu jest to pileipellis, na trzonie stipitipellis. Osłania miąższ grzyba i chroni go przed czynnikami zewnętrznymi, np. skórka kapelusza mniej przepuszcza wodę, niż pozostałe struktury. Jest mniej więcej odpowiednikiem epidermy u roślin, ale nie ma budowy tkankowej. Zarówno cechy makroskopowe, jak i mikroskopowe skórki odgrywają dużą rolę przy identyfikacji wielu gatunków grzybów.

## Budowa makroskopowa
Przy analizie makroskopowej skórki ocenia się:
- barwę, oraz czy jest jednolita na całej powierzchni, czy zmienia się w kierunku brzegu kapelusza lub na długości trzonu;
- powierzchnię. Skórka może być gładka, chropowata, aksamitna, jedwabista, kutnerowata, pilśniowata, owłosiona, włókienkowata, matowa lub błyszcząca;
- śliskość. Skórka może być sucha, lepka, śliska, śluzowata lub silnie śluzowata. Zależy to także od stopnia jej nawilżenia; inaczej jest w stanie wilgotnym, inaczej w warunkach suchej pogody;
- występujące na skórce cystydy, łuski, włókienka, łatki, ich wielkość, barwę, układ (koncentryczny, promienisty, bezładny), sposób ułożenia na powierzchni (przylegające, sterczące). Elementy te albo są wytworem skórki, albo pozostałością osłony. Gdy są bardzo drobne, mówi się, że skórka jest oprószona (oprószona może być również zarodnikami);
- łatwość ściągania skórki z kapelusza. Może być nieściągalna lub łatwo ściągalna od brzegów do 1/3, 1/2, 2/3 promienia lub z całego kapelusza[3][4].

## Budowa mikroskopowa
Pod względem budowy mikroskopowej wyróżnia się następujące rodzaje skórki:
- cutis – zbudowana ze strzępek wydłużonych, równoległych do powierzchni. Jest to najbardziej typowy rodzaj skórki. Z zewnątrz jest gładka;
- ixocutis – zbudowana ze strzępek galaretowatych (żelowatych). Galaretowatej substancji sklejającej strzępki nie da się wybarwić typowymi barwnikami stosowanymi do oznaczania grzybów. Makroskopowo skóra kapelusza zwykle wydaje się tłusta lub jedwabista;
- trichoderma – o strzępkach równoległych, ale prostopadłych do powierzchni (jak włosie w szczotce). Makroskopowo skórka taka wydaje się przeważnie pilśniowata lub aksamitna;
- ixotrichoderma – jak u trichodermy, ale o zewnętrznych strzępkach żelowanych, to znaczy osadzonych w galaretowatej masie. Z zewnątrz wygląda jak ixocutis;
- hymeniderma – o budowie palisadowej. W widoku z góry wygląda jak zbudowana z elementów okrągłych lub wielokątnych, podobnych do komórek hymenium na blaszkach. Elementy te mogą być komórkami kulistymi lub mogą być końcówkami strzępek sięgających głębiej. Z zewnątrz wygląda jak pomarszczona;
- epithelium – zbudowana z komórek mniej więcej kulistych, często połączonych z sobą w łańcuchy, czasami porozrywane. Z zewnątrz wygląda jak błona śluzowa, ale zwykle jest bardziej błyszcząca;
- palisadoderma – o wyprostowanych, nitkowatych strzępkach, czasem z końcami nabrzmiałymi na łącznikach;
- tomentum – złożona z przypadkowo splecionych, ustawionych w różnych kierunkach włosków;
- cortex – złożona z gęsto zbitych strzępek tworzących chropowate powierzchnie. Dla prymitywnie kruchych powierzchni często używa się terminu krusta[5][6].

Często skórka jest zróżnicowana na dwie warstwy:
- epikutis (epicutis) – warstwa zewnętrzna, tzw. naskórek
- subkutis (subcutis) – warstwa podskórna, czyli skórka właściwa[5].

## Galeria obrazów mikroskopowych skórki grzybów

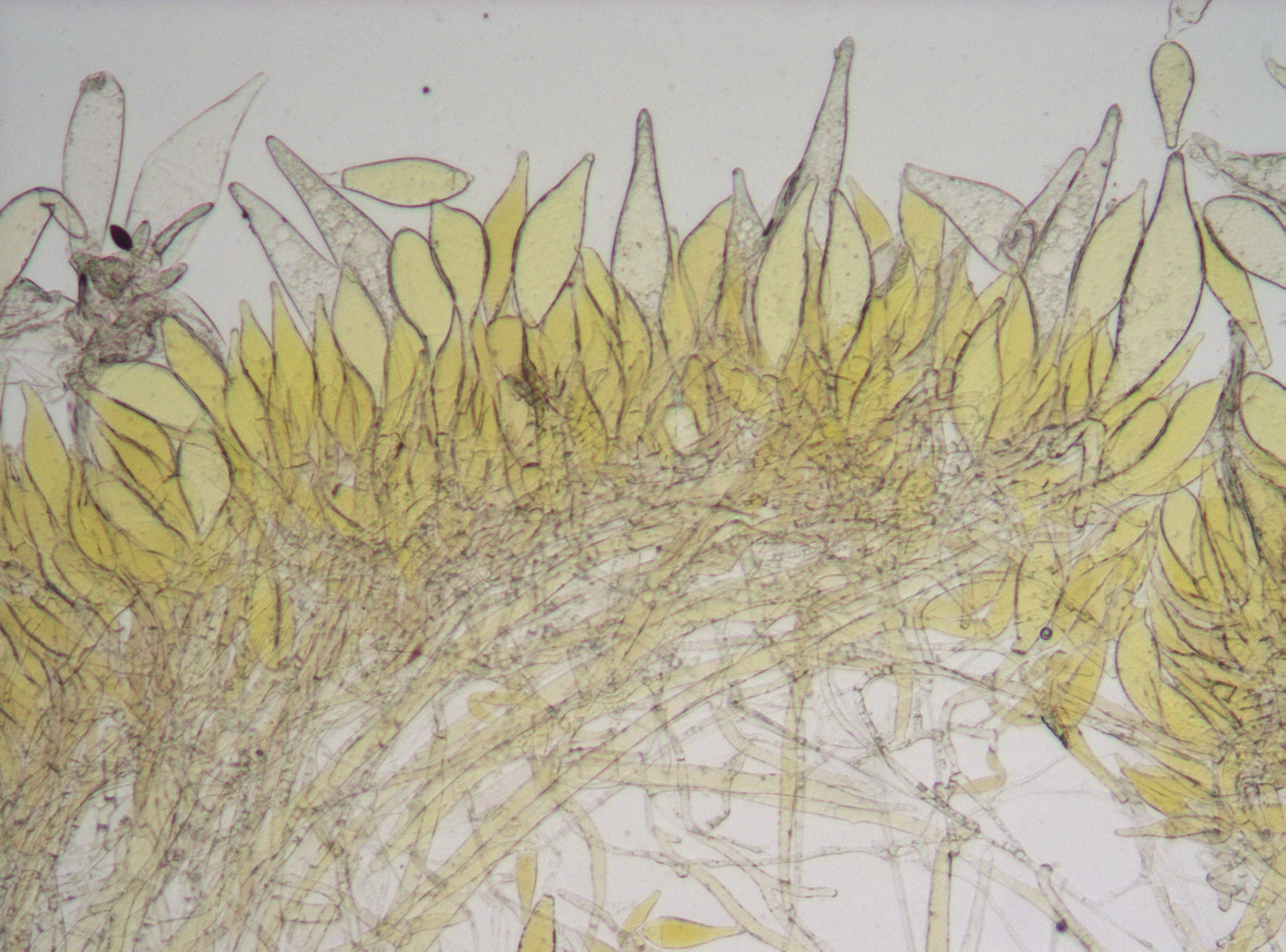
Drobnołuszczak żółtawy
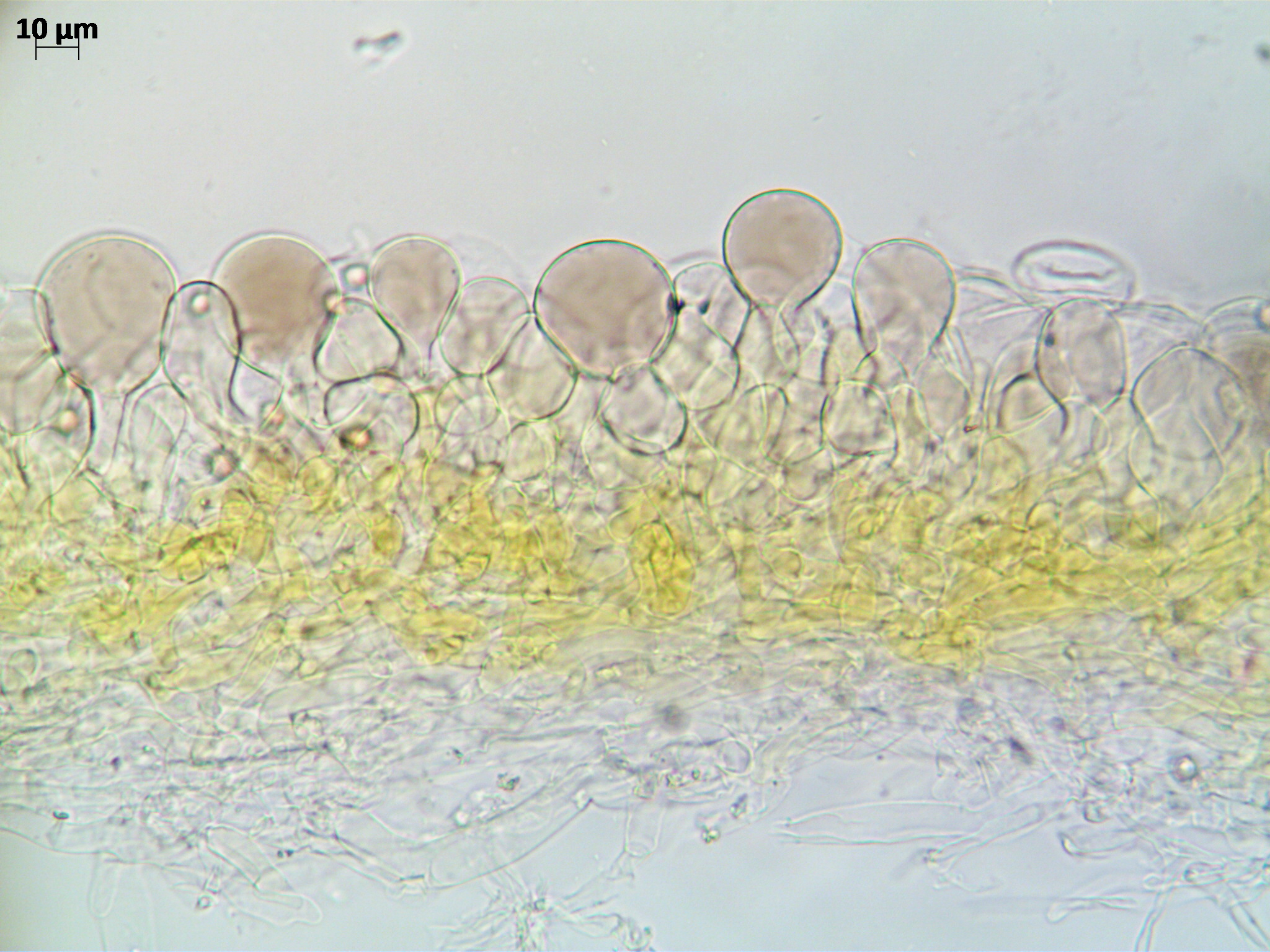
Drobnołuszczak żółtooliwkowy
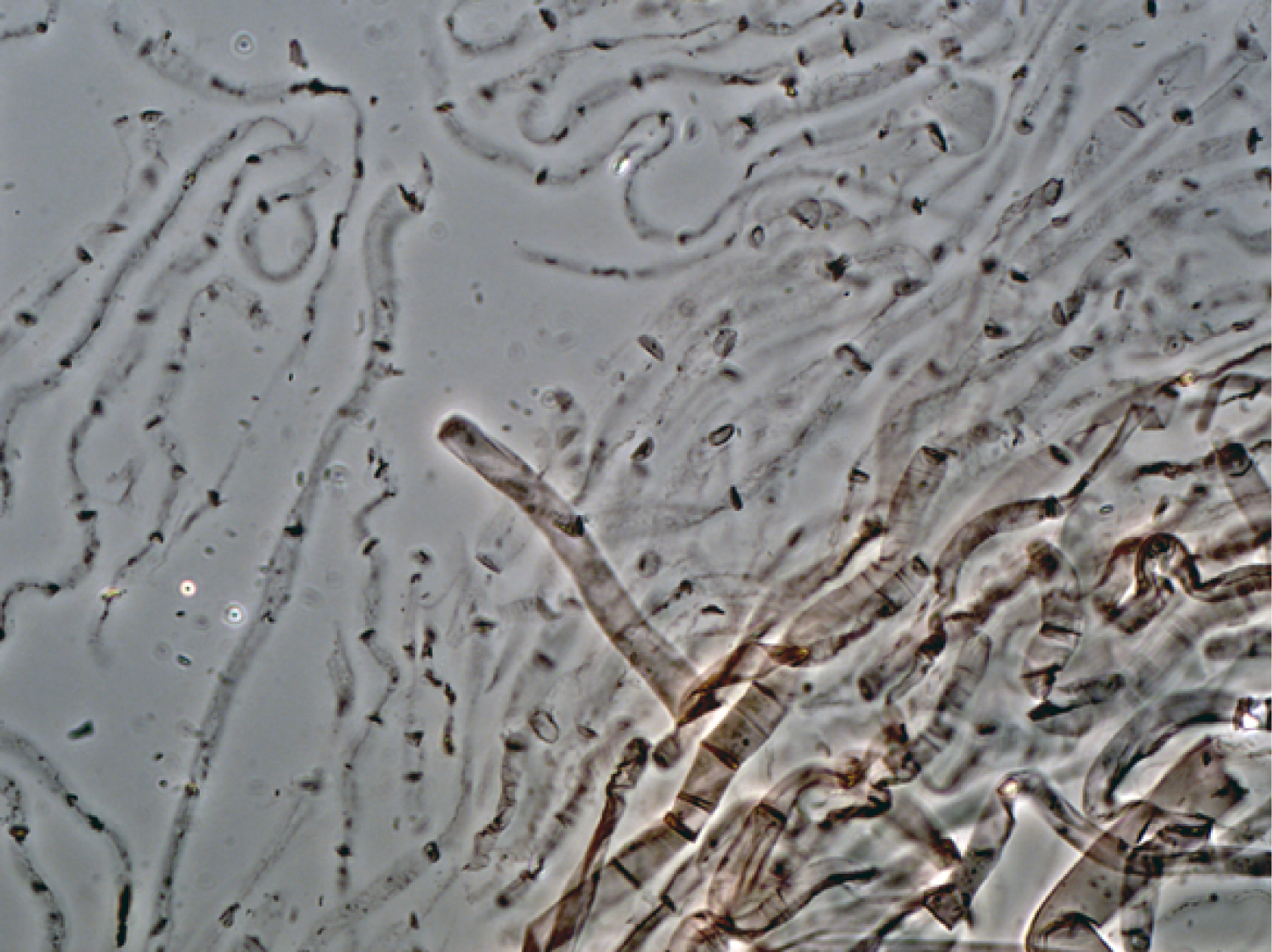
Pochwiak okazały
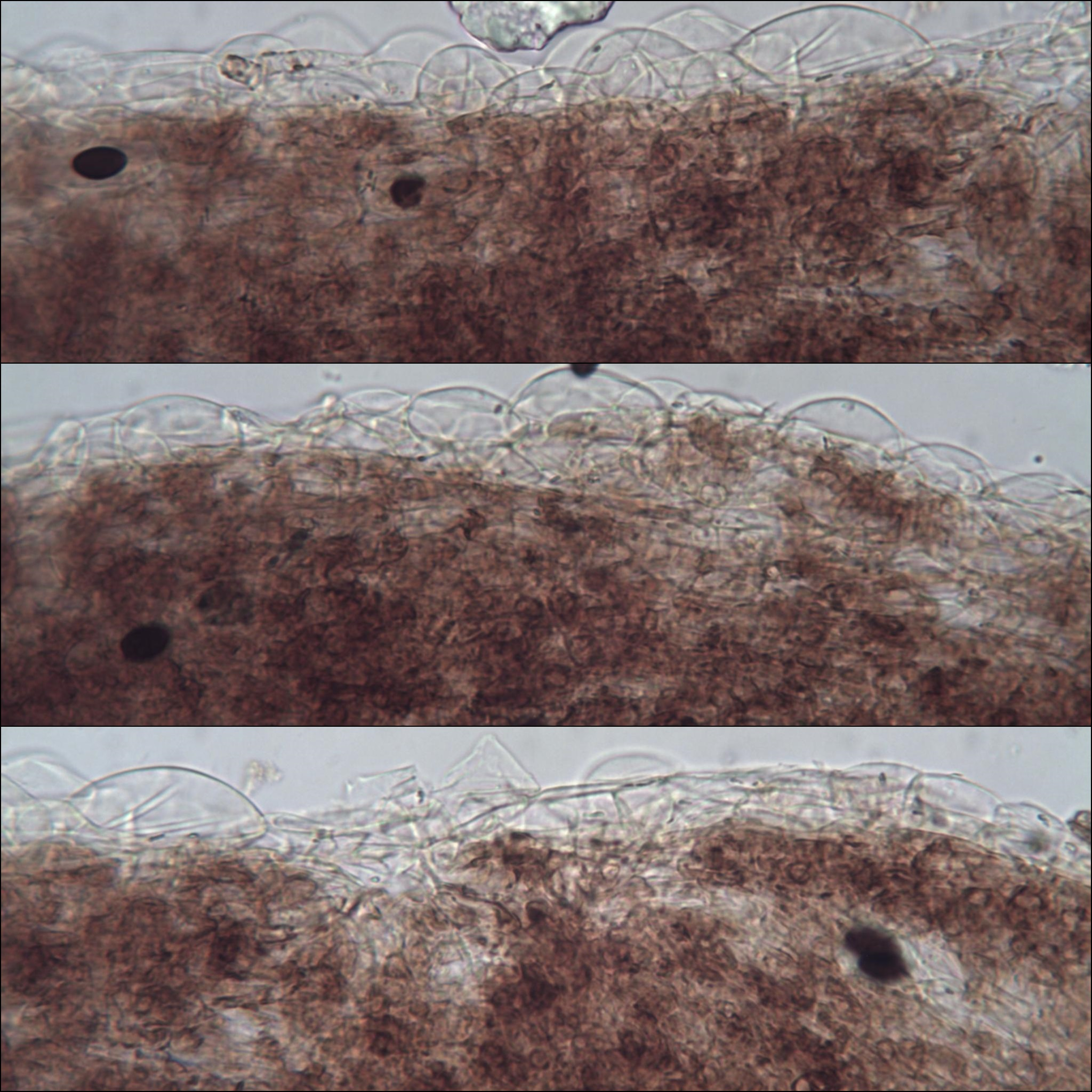
Psathyrella vinosofulva
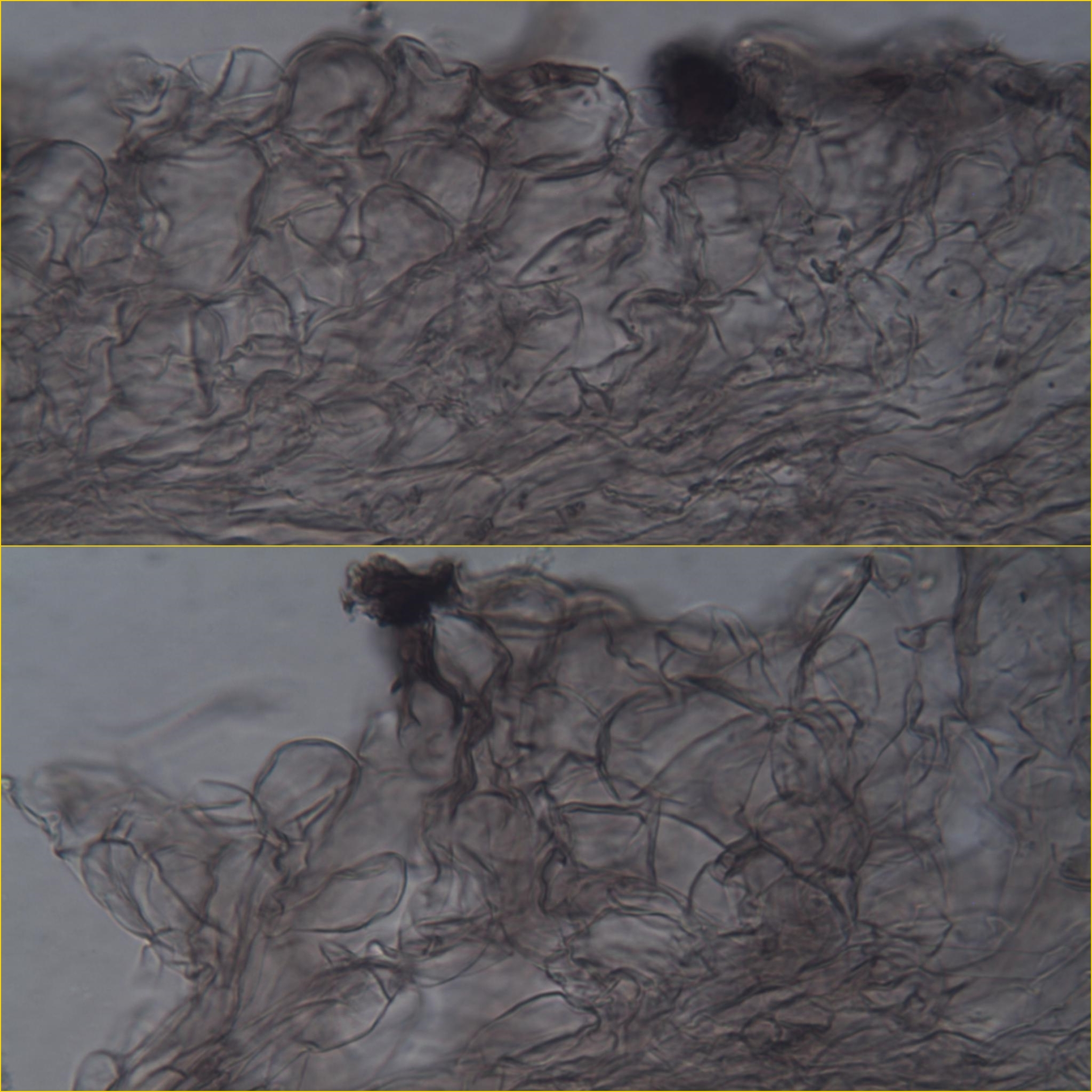
Camarophyllopsis phaeophylla
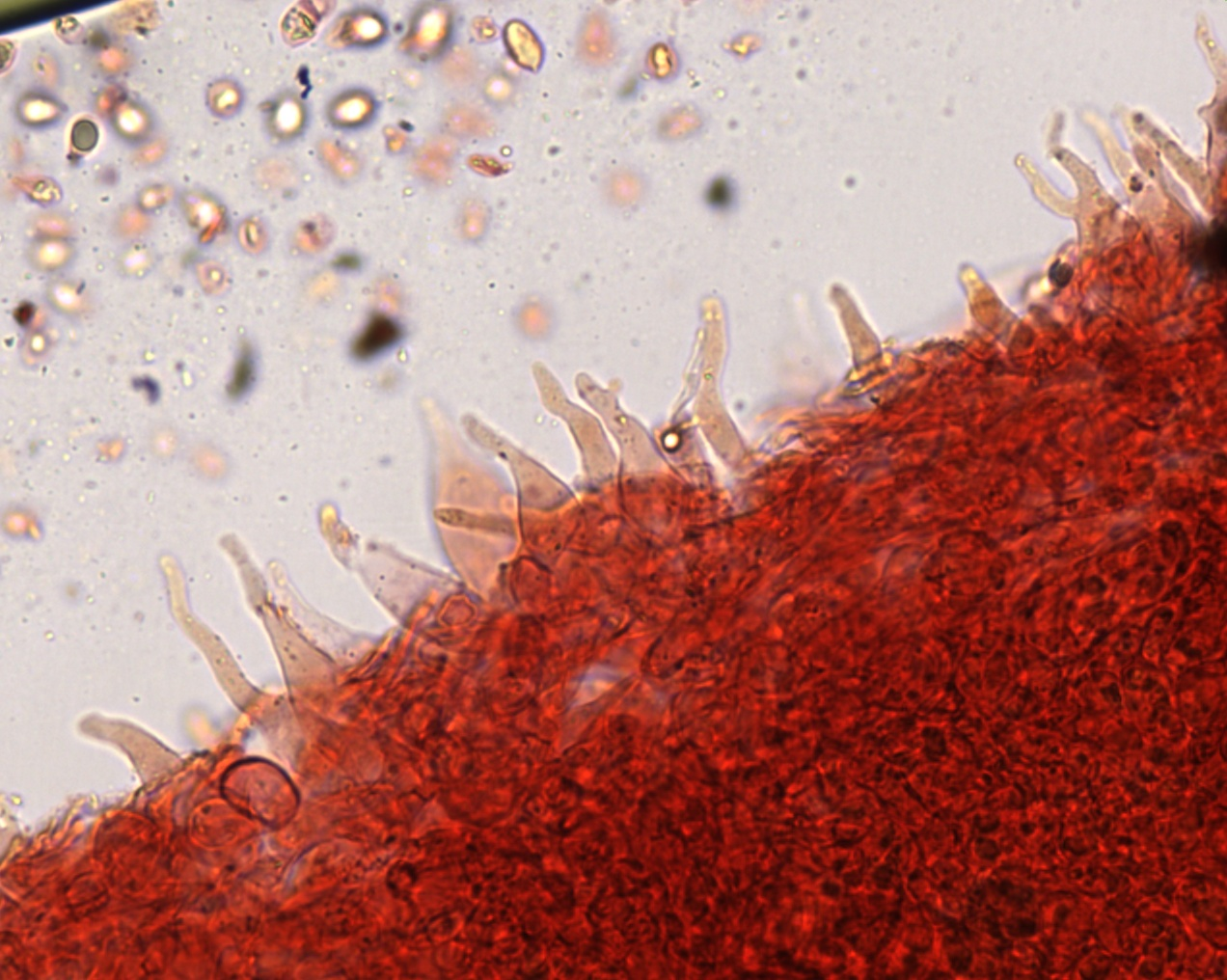
Mycena bulliformis
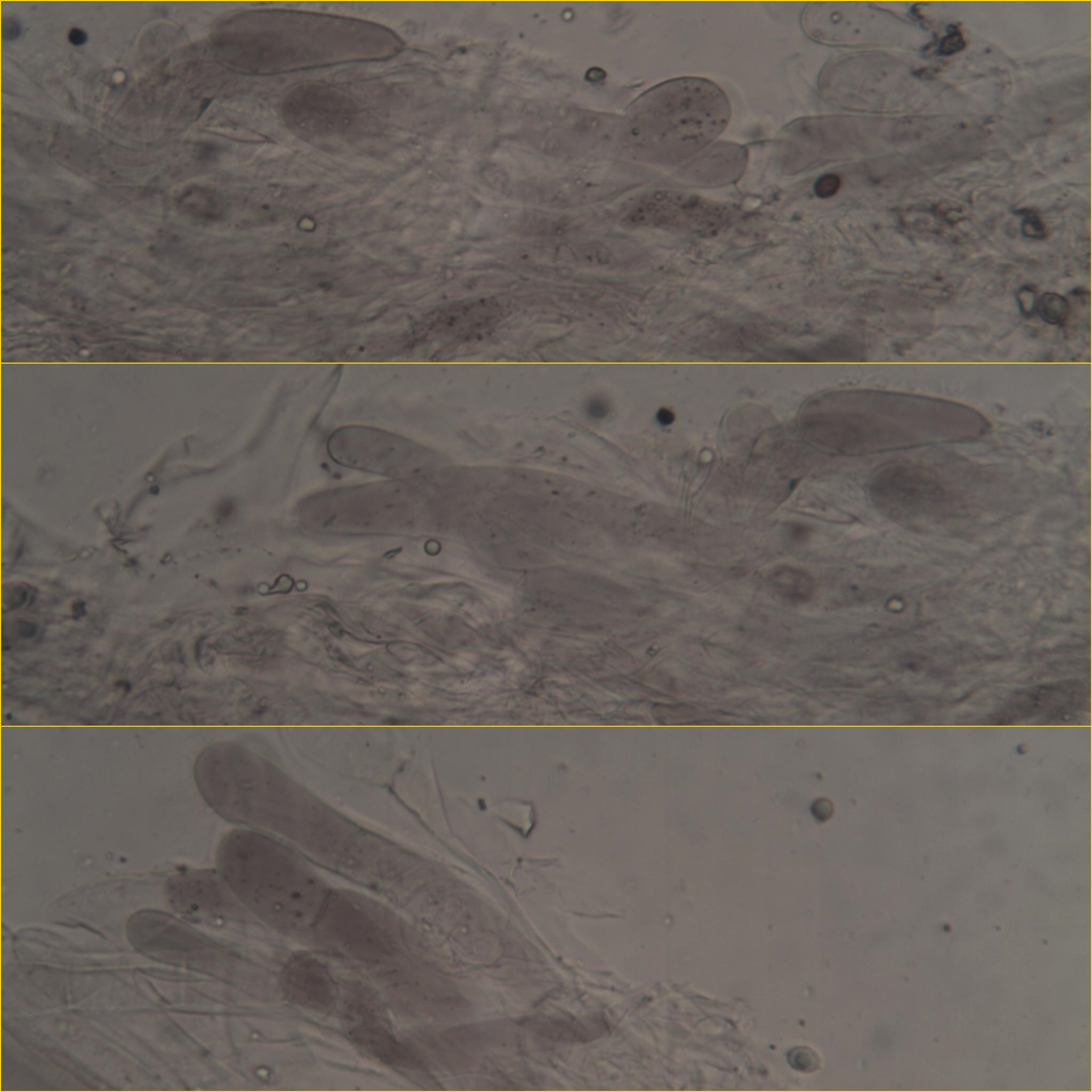
Dzwonkówka popielatofioletowa